# Колосков, Владимир Фёдорович
Владимир Фёдорович Колосков (19 мая 1955, пос. Красный Берег, Пермская область — 15 января 2024) — советский и российский баскетбольный тренер. Заслуженный тренер России.

## Биография
Родился в посёлке Красный Берег Красновишерского района (Пермская область).
В 1976 году окончил Омский государственный институт физической культуры.
В 1983 году переехал из Тюмени в Свердловск, где начал тренерскую карьеру в команде «Уралмаш».
С 1994 по 1996 годы стажировался в Италии.
С 1998 по 2002 годы — второй тренер женской баскетбольной сборной России.

## Достижения
Под руководством Колоскова екатеринбургский «Уралмаш»/УГМК 7 раз завоёвывал медали чемпионата России, в том числе золотые в 2002 году.